# Черемшанка (муниципальный округ Горноуральский)
Черемшанка — деревня в Пригородном районе Свердловской области России. Входит в муниципальный округ Горноуральский, управляется Петрокаменской территориальной администрацией.
Ранее деревня входил в состав Петрокаменского сельсовета Пригородного района.

## Население
| 2002 | 2010 |
| ---- | ---- |
| 48   | ↗50  |

## География
Деревня Черемшанка расположена в 48 километрах к юго-востоку от города Нижнего Тагила и в 5 километрах к северо-востоку от села Петрокаменского. Деревня находится на левом (западном) берегу реки Нейвы, в устье реки Черемшанки, которая в черте деревни образует небольшой пруд. Неподалёку от деревни проходит шоссе местного значения Николо-Павловское — Петрокаменское — Алапаевск.